# Cyclea ciliata
Cyclea ciliata là một loài thực vật có hoa trong họ Biển bức cát. Loài này được Craib mô tả khoa học đầu tiên năm 1922.